# Lago Kachura Superior
El lago Kachura Superior es un cuerpo de agua en la sección superior del valle Kachura, aproximadamente a 35 kilómetros de la ciudad de Skardu. El valle forma parte de la cuenca hidrográfica del río Indo en la cordillera del Karakórum, al oeste de los Himalayas. Políticamente forma parte del distrito Skardu de Gilgit-Baltistán en la región de Cachemira al norte de Pakistán.
La altitud del lago es superior a los 2500 metros sobre el nivel del mar, tiene una superficie aproximada de 500 000 metros cuadrados y 70 metros de profundidad. Sus aguas superficiales son cristalinas y de color azul a mayor profundidad. Durante el verano su temperatura es de 15 grados centígrados y en invierno su superficie se congela completamente.
Se ubica al margen izquierdo del río Indo, que fluye a una altura ligeramente inferior. La vegetación del área es típica de los bosques de coníferas subalpinos de los Himalayas occidentales y las colinas circundantes son yermas y escabrosas.
El lago es accesible durante todo el verano por un camino rural que se desvía de la carretera Gilgit-Skardu, pero es necesario realizar la última parte del trayecto caminando ya que el lago se encuentra en una depresión. Durante esa estación los residentes locales y los turistas nadan en sus aguas, su población de trucha marrón lo convierte en un destino popular para pescar y tiene un excelente potencial para la producción de trucha arcoíris en cajas flotantes.